# Junioreuropamästerskapet i ishockey 1982
Junioreuropamästerskapet i ishockey 1982 var 1982 års upplaga av turneringen.

## Grupp A
Spelades i Ängelholm och Tyringe i Sverige under perioden 29 mars-4 april 1982.

### Första omgången
grupp 1
Polen skulle ha deltagit, men drog sig ur. I stället deltog ett svenskt U17-landslag.
| Lag              | Sovjetunionen | Finland | Schweiz | gjorda mål/insläppta mål | poäng |
| ---------------- | ------------- | ------- | ------- | ------------------------ | ----- |
| 1. Sovjetunionen | —             | 6-3     | 8-1     | 14-04                    | 4     |
| 2. Finland       | 3-6           | —       | 4-2     | 07-08                    | 2     |
| 3. Schweiz       | 1-8           | 2-4     | —       | 03-12                    | 0     |

grupp 2
| Lag                | Sverige | Tjeckoslovakien | Västtyskland | Frankrike | gjorda mål/insläppta mål | poäng |
| ------------------ | ------- | --------------- | ------------ | --------- | ------------------------ | ----- |
| 1. Sverige         | —       | 3-2             | 6-1          | 23-1      | 32-04                    | 6     |
| 2. Tjeckoslovakien | 2-3     | —               | 5-1          | 24-2      | 31-06                    | 4     |
| 3. Västtyskland    | 1-6     | 1-5             | —            | 3-3       | 05-14                    | 1     |
| 4. Frankrike       | 1-23    | 2-24            | 3-3          | —         | 06-50                    | 1     |

### Andra omgången
Slutspelsserien
| Lag                | Sverige | Tjeckoslovakien | Sovjetunionen | Finland | gjorda mål/insläppta mål | poäng |
| ------------------ | ------- | --------------- | ------------- | ------- | ------------------------ | ----- |
| 1. Sverige         | —       | (3-2)           | 5-3           | 7-5     | 15-10                    | 6     |
| 2. Tjeckoslovakien | (2-3)   | —               | 7-3           | 8-3     | 17-09                    | 4     |
| 3. Sovjetunionen   | 3-5     | 3-7             | —             | (6-3)   | 12-15                    | 2     |
| 4. Finland         | 5-7     | 3-8             | (3-6)         | —       | 11-21                    | 0     |

Nedflyttningsserien
| Lag             | Schweiz | Västtyskland | Frankrike | gjorda mål/insläppta mål | poäng |
| --------------- | ------- | ------------ | --------- | ------------------------ | ----- |
| 1. Schweiz      | —       | 2-2          | 11-3      | 13-05                    | 3     |
| 2. Västtyskland | 2-2     | —            | (3-3)     | 05-05                    | 2     |
| 3. Frankrike    | 3-11    | (3-3)        | —         | 06-14                    | 1     |

- Sveriges U17-lag slog Västtyskland med 7-2 och Frankrike med 18-2.

Polen nedflyttade till 1983 års B-grupp.

## Priser och utmärkelser
- Poängkung  Petr Rosol, Tjeckoslovakien (13 poäng)
- Bästa målvakt: Dominik Hašek, Tjeckoslovakien
- Bästa försvarare: Alexei Gusarov, Sovjetunionen
- Bästa anfallare: Tomas Sandström, Sverige

## Grupp B
Spelades i Sofia i Bulgarien under perioden 17-24 mars 1982

### Första omgången
grupp 1
| Lag              | Österrike | Nederländerna | Rumänien | Italien | gjorda mål/insläppta mål | poäng |
| ---------------- | --------- | ------------- | -------- | ------- | ------------------------ | ----- |
| 1. Österrike     | —         | 5-3           | 12-1     | 3-5     | 20-09                    | 4     |
| 2. Nederländerna | 3-5       | —             | 3-2      | 8-5     | 14-12                    | 4     |
| 3. Rumänien      | 1-12      | 2-3           | —        | 8-3     | 11-18                    | 2     |
| 4. Italien       | 5-3       | 5-8           | 3-8      | —       | 13-19                    | 2     |

grupp 2
| Lag            | Norge | Danmark | Bulgarien | Jugoslavien | gjorda mål/insläppta mål | poäng |
| -------------- | ----- | ------- | --------- | ----------- | ------------------------ | ----- |
| 1. Norge       | —     | 4-1     | 7-1       | 21-0        | 32-02                    | 6     |
| 2. Danmark     | 1-4   | —       | 1-1       | 4-2         | 06-07                    | 3     |
| 3. Bulgarien   | 1-7   | 1-1     | —         | 6-2         | 08-10                    | 3     |
| 4. Jugoslavien | 0-21  | 2-4     | 2-6       | —           | 04-31                    | 0     |

### Andra omgången
Uppflyttningsserien
| Lag              | Norge | Österrike | Nederländerna | Danmark | gjorda mål/insläppta mål | poäng |
| ---------------- | ----- | --------- | ------------- | ------- | ------------------------ | ----- |
| 1. Norge         | —     | 9-3       | 4-3           | (4-1)   | 17-07                    | 6     |
| 2. Österrike     | 3-9   | —         | (5-3)         | 4-0     | 12-12                    | 4     |
| 3. Nederländerna | 3-4   | (3-5)     | —             | 7-2     | 13-11                    | 2     |
| 4. Danmark       | (1-4) | 0-4       | 2-7           | —       | 03-15                    | 0     |

Nedflyttningsserien
| Lag            | Rumänien | Bulgarien | Italien | Jugoslavien | gjorda mål/insläppta mål | poäng |
| -------------- | -------- | --------- | ------- | ----------- | ------------------------ | ----- |
| 1. Rumänien    | —        | 6-3       | (8-3)   | 10-2        | 24-08                    | 6     |
| 2. Bulgarien   | 3-6      | —         | 5-5     | (6-2)       | 14-13                    | 3     |
| 3. Italien     | (3-8)    | 5-5       | —       | 7-4         | 15-17                    | 3     |
| 4. Jugoslavien | 2-10     | (2-6)     | 4-7     | —           | 08-23                    | 0     |

Norge uppflyttade till 1983 års A-grupp. Jugoslavien nedflyttade till 1983 års B-grupp.

## Grupp C
Spelades i Durham i England i Storbritannien under perioden 18-25 mars 1982
| Lag               | Ungern   | Spanien  | Storbritannien | gjorda mål/insläppta mål | poäng |
| ----------------- | -------- | -------- | -------------- | ------------------------ | ----- |
| 1. Ungern         | —        | 11-6 4-6 | 8-4 6-6        | 29-22                    | 5     |
| 2. Spanien        | 6-11 6-4 | —        | 6-5 4-5        | 22-25                    | 4     |
| 3. Storbritannien | 4-8 6-6  | 5-6 5-4  | —              | 20-24                    | 3     |

Ungern uppflyttade till 1983 års B-grupp.

### Fotnoter
1. ↑  ”Championnat d'Europe 1982 des moins de 18 ans” (på franska). Hockeyarchives. 21 mars 1982. http://www.passionhockey.com/hockeyarchives/U-18_1982.htm. Läst 29 november 2014.